# Anarthria polyphylla
Anarthria polyphylla är en gräsväxtart som beskrevs av Christian Gottfried Daniel Nees von Esenbeck. Anarthria polyphylla ingår i släktet Anarthria och familjen Anarthriaceae. Inga underarter finns listade i Catalogue of Life.